# Hagenbach (Haut-Rhin)
Hagenbach település Franciaországban, Haut-Rhin megyében. Lakosainak száma 766 fő (2022. január 1.). Hagenbach Buethwiller, Balschwiller, Carspach, Eglingen, Ballersdorf és Gommersdorf községekkel határos.

## Népesség
A település népességének változása:
| Lakosok száma | 680  | 679  | 709  | 706  | 728  | 743  | 753  | 759  | 766  |
|               | 2013 | 2015 | 2016 | 2017 | 2018 | 2019 | 2020 | 2021 | 2022 |